# Tygodnik Illustrowany

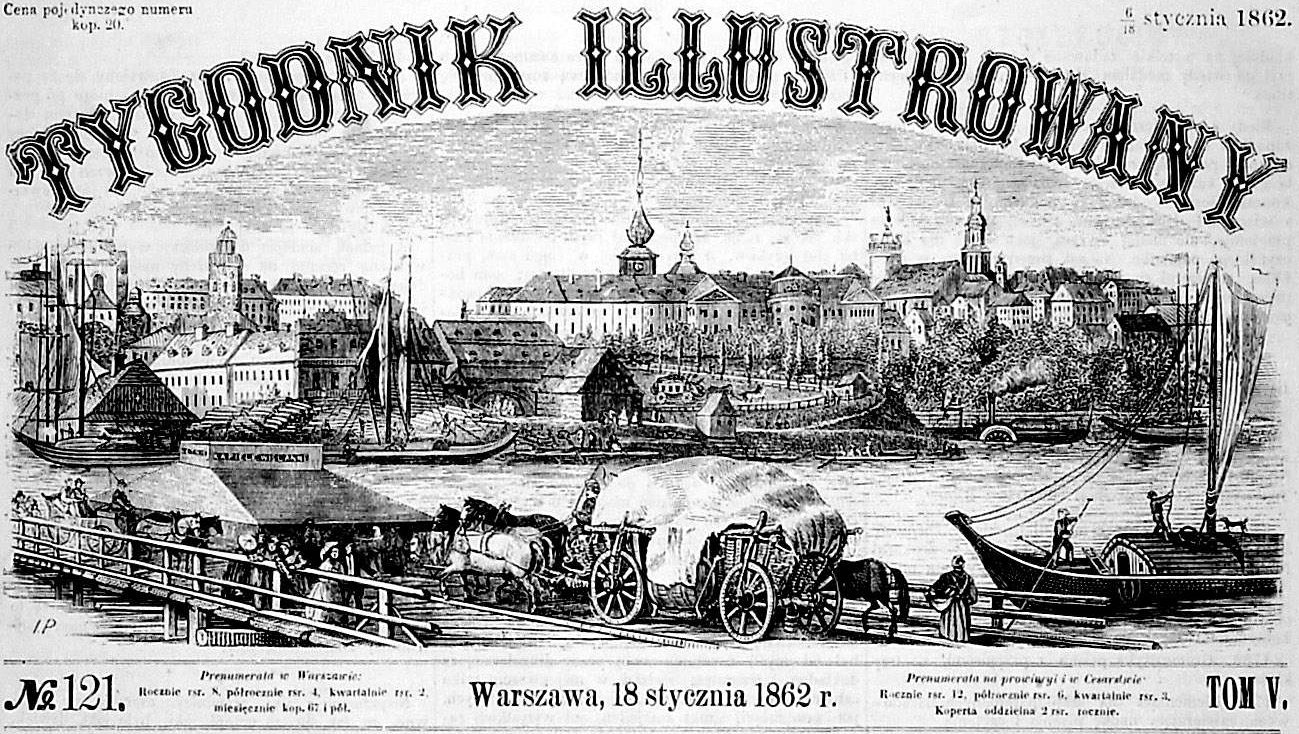
Tygodnik Illustrowany, 1862

Tygodnik Illustrowany (Illustrierte Wochenzeitung) war eine polnische Wochenzeitschrift, die von 1859 bis 1939 in Warschau herausgegeben wurde.
Die Zeitschrift wurde 1859 von Józef Unger gegründet, der bis 1874 der Herausgeber war. Von 1874 bis 1882 war Gracjan Unger Herausgeber. 1882 wurde die Zeitschrift von Gebethner i Wolff übernommen.
Chefredakteure waren Ludwik Jenike (1859–1886) und anschließend Józef Wolff (1886–1918) sowie Artur Oppman, Adam Grzymała-Siedlecki, Zdzisław Dębicki und Piotr Choynowski.
In Tygodnik Illustrowany wurden unter anderem die Romane Nad Niemnem von Eliza Orzeszkowa, Die Bauern (Chłopi) von Władysław Stanisław Reymont und Popioły von Stefan Żeromski veröffentlicht.